# تتبع المصدر
تتبع المصدر قدرة بعض أنظمة النصوص الفائقة (النصوص التشعبية)على التتبع الدقيق للمصدر لكل مستند أو جزء منه ان كان مدرج في النظام؛ أي أنه يتذكر من أدخل المعلومات، ومتى تم إدخالها، ومتى تم تحديثها، ومن قبل من، وما إلى ذلك. ويتيح ذلك تحديد التاريخ الدقيق لكل مستند (وحتى جزء صغير من المستند).

## نبذة
لا يحتوي HTML وHTTP الحاليان على هذه الميزة، ولكن بعض الأنظمة على شبكة الويب العالمية (مثل WikiWiki و Everything Engine) قد يكون لها نسخ أخرى لكنها محدودة الإمكانيات.أحد تطبيقات العلامة المائية الرقمية هو تتبع المصدر.